# Imogen Wolff
Imogen Wolff (26 maart 2006) is een Britse wielrenster uit Silkstone Common in South Yorkshire, die actief is op de weg, op de baan en in het veld. In 2025 werd ze prof bij Team Visma | Lease a Bike.

## Carrière

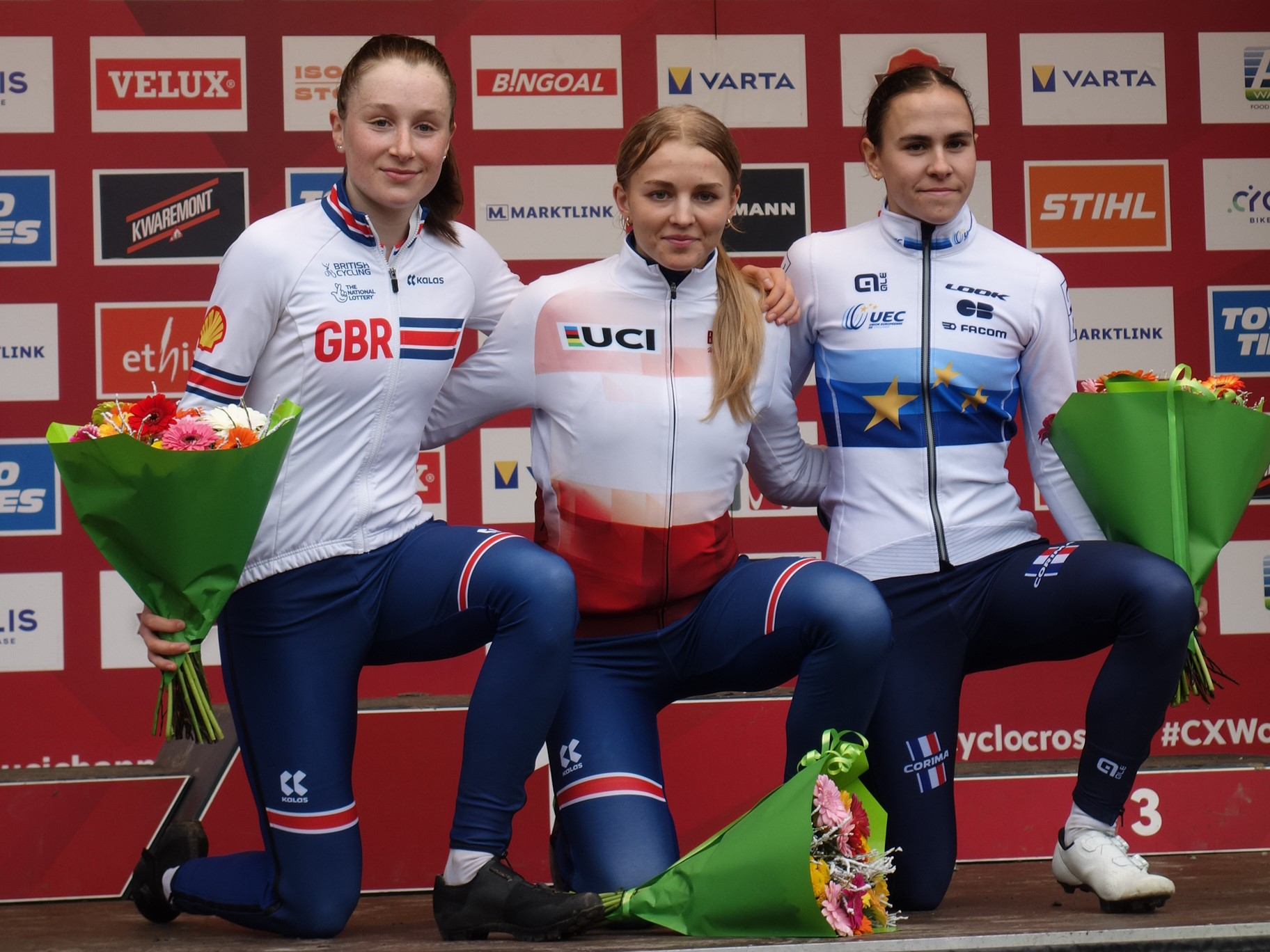
Podium Scheldecross 2023 voor junioren

In het najaar van 2023 behaalde Wolff enkele podiumplaatsen in veldritten voor junioren. Op het EK 2023 in Pontchâteau werd ze samen met haar landgenoten Anna Kay en Cat Ferguson tweede in de gemengde estafette.

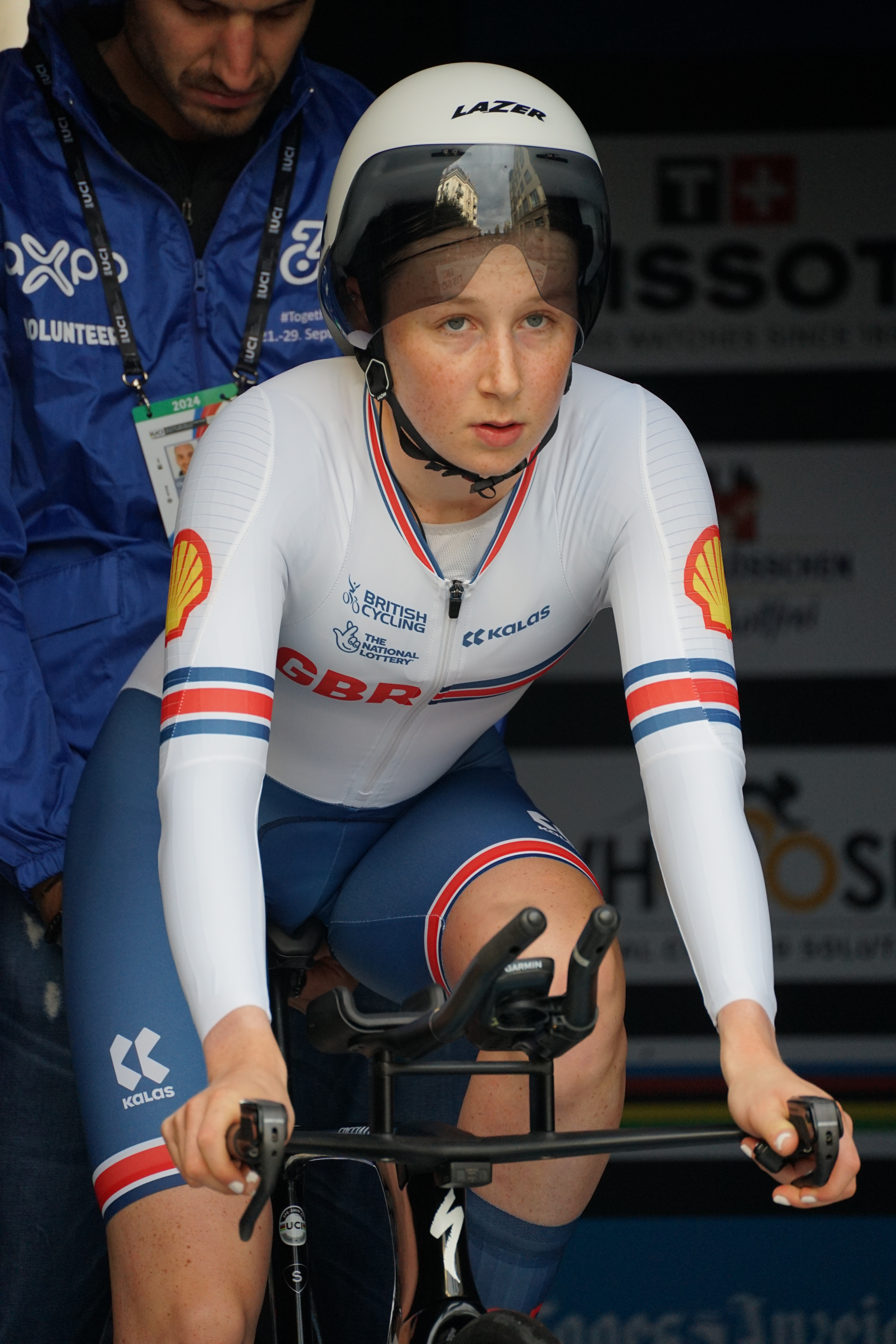
Brons op WK tijdrijden 2024 voor junioren

In 2024 won ze twee wereldtitels op de baan bij de junioren. Op de weg won ze de juniorenversie van de Trofeo Alfredo Binda en werd ze vierde in zowel Gent-Wevelgem als in de Ronde van Vlaanderen voor junioren. Op het WK tijdrijden in Zürich werd ze derde achter haar landgenote Ferguson en de Slovaakse Viktória Chladoňová. Samen met Chladoňová ging ze in september 2024 als stagiair aan de slag bij Visma | Lease a Bike.
Op 8 maart 2025 won Wolff in Spanje de (ingekorte) slotrit van de Ronde van Extremadura, voor Mie Bjørndal Ottestad en eindwinnares Ellen van Dijk.

## Palmares

### Weg
2024 (junior)
 Brits kampioenschap op de weg, junioren
 WK tijdrijden, junioren
Piccolo Trofeo Binda
4e in Gent-Wegelgem
4e in Ronde van Vlaanderen
2025 (elite)
3e etappe Ronde van Extremadura
Jongerenklassement Ronde van Extremadura

#### Resultaten in voornaamste wedstrijden
| Jaar | Ronde van Italië | Ronde van Frankrijk | Ronde van Spanje |
| ---- | ---------------- | ------------------- | ---------------- |
| 2025 |                  | 89e                 | 66e              |

| Jaar | Milaan-San Remo | Gent-Wevelgem | Ronde van Vlaanderen | Parijs-Roubaix |
| ---- | --------------- | ------------- | -------------------- | -------------- |
| 2025 | 33e             | 20e           | 22e                  | 24e            |

### Veld
2023-2024
 EK team relay
 Scheldecross Antwerpen, junioren
 Vestingcross Hulst, junioren
 World Cup Dublin, junioren
2024-2025
 Brits kampioenschap, elite

### Baan
2024 (junior)
 WK Puntenkoers
 WK Ploegenachtervolging
 EK Ploegenachtervolging

## Ploegen
- 2024 –  Team Visma | Lease a Bike (stagiaire vanaf 7 september)
- 2025 –  Team Visma | Lease a Bike

Achtereekte · van Agt · von Berswordt · van Empel · Geurts · Henderson · Markus · Nooijen · Oudeman · Reijnhout · Riedmann · Veenhoven · Vigié · Vos · de Vries (vanaf 4/6) · Wolff (stage vanaf 7/9)
Achtereekte · van Agt · von Berswordt · Bunel · Chladoňová · van Empel · Ferrand-Prévot · Fidanza · Geurts · Nooijen · Oudeman · Reijnhout · Riedmann · Veenhoven · Vigié · Vos · de Vries · Wolff